# Stará Mikulášská škola (Lipsko)
Stará Mikulášská škola (německy Alte Nikolaischule, latinsky Schola Nikolaitana) byla nejstarší městskou školou v Lipsku, kterou mimo jiné navštěvoval Gottfried Wilhelm Leibniz a Richard Wagner. Dodnes zachovaná budova byla postavena v roce 1568 a je v ní k vidění bývalá nejprostornější učebna v přízemí, která až do roku 1827 sloužila jako auditorium. Součástí skromného vybavení byly biblické citáty na stěnách a zdobené kamenné konzoly. Na konci 18. století bylo vybavení tohoto takzvaného velkého auditoria omezeno na dvě skříňky, tři černé školní tabule, pět stolů a odpovídající dlouhé lavice. Dnes je v této místnosti provozován „Hostinec Stará Mikulášská škola“, jenž se stal známou lipskou restaurací. V budově se nachází sídlo nadace Kulturstiftung Leipzig, Muzeum antiky Lipské univerzity a Muzeum Richarda Wagnera. Mikulášská škola se roku 1872 přestěhovala do nové budovy. Od roku 1995 sídlí v městské části Stötteritz v Schönbachstraße 17 jakožto Nová Mikulášská škola.

## Historie

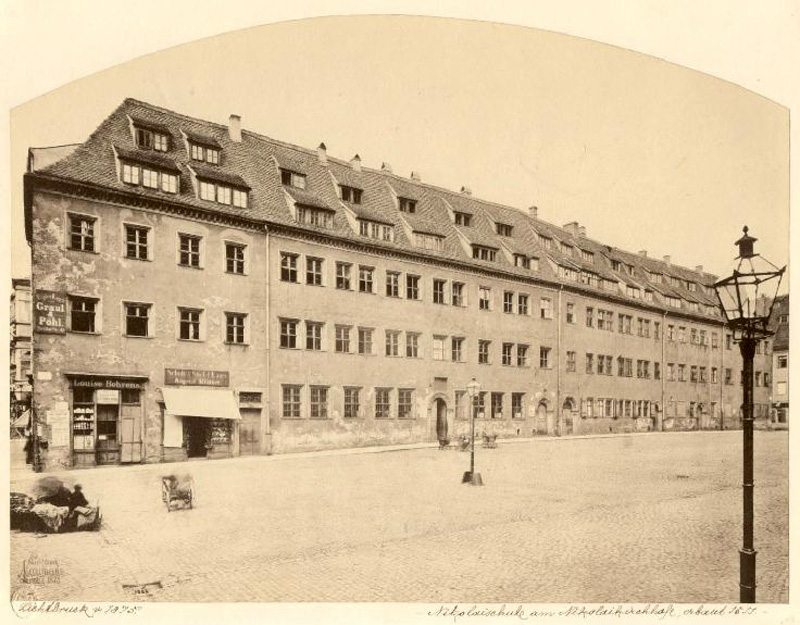
Stará Mikulášská škola v roce 1875

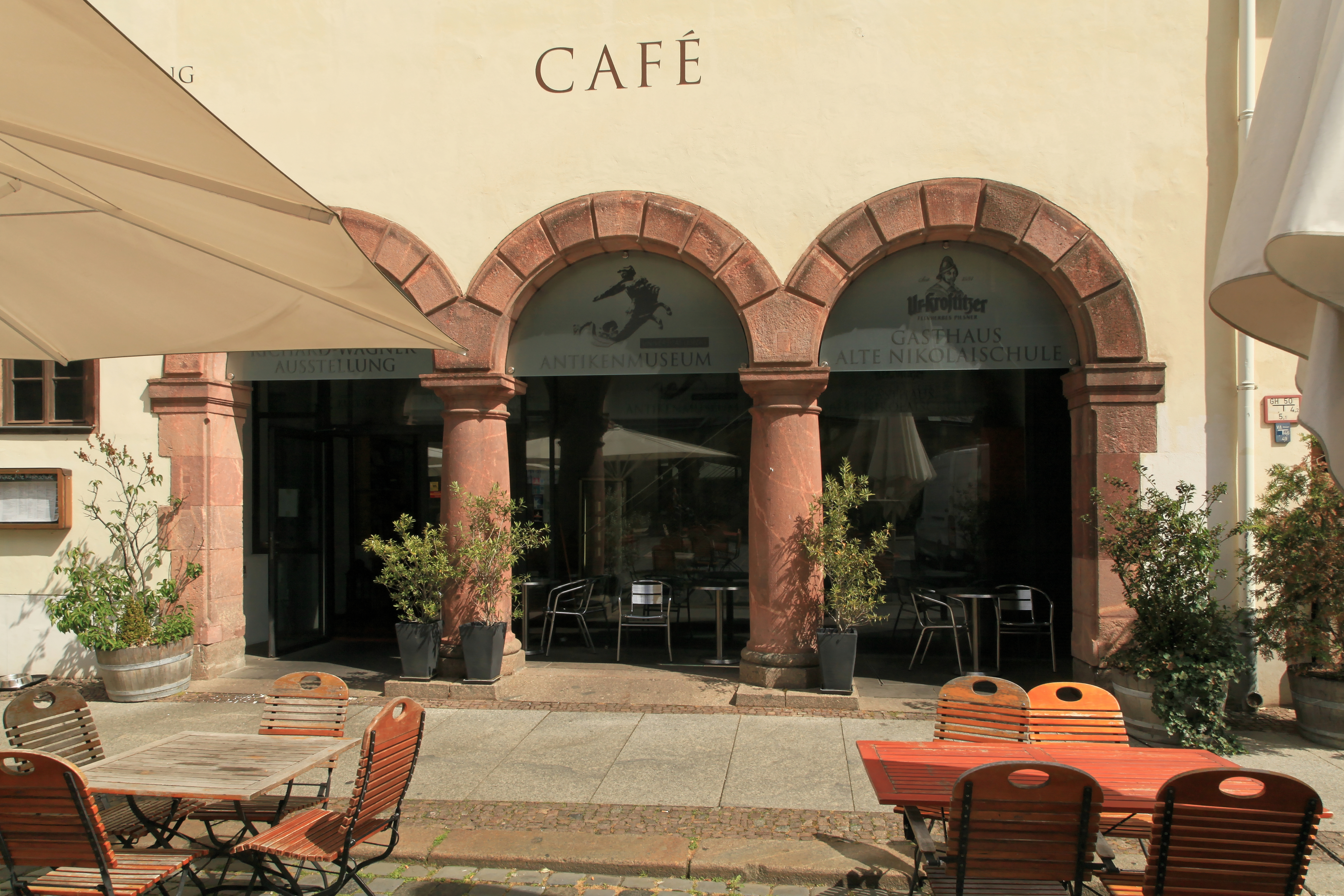
Kavárna, restaurace a muzeum

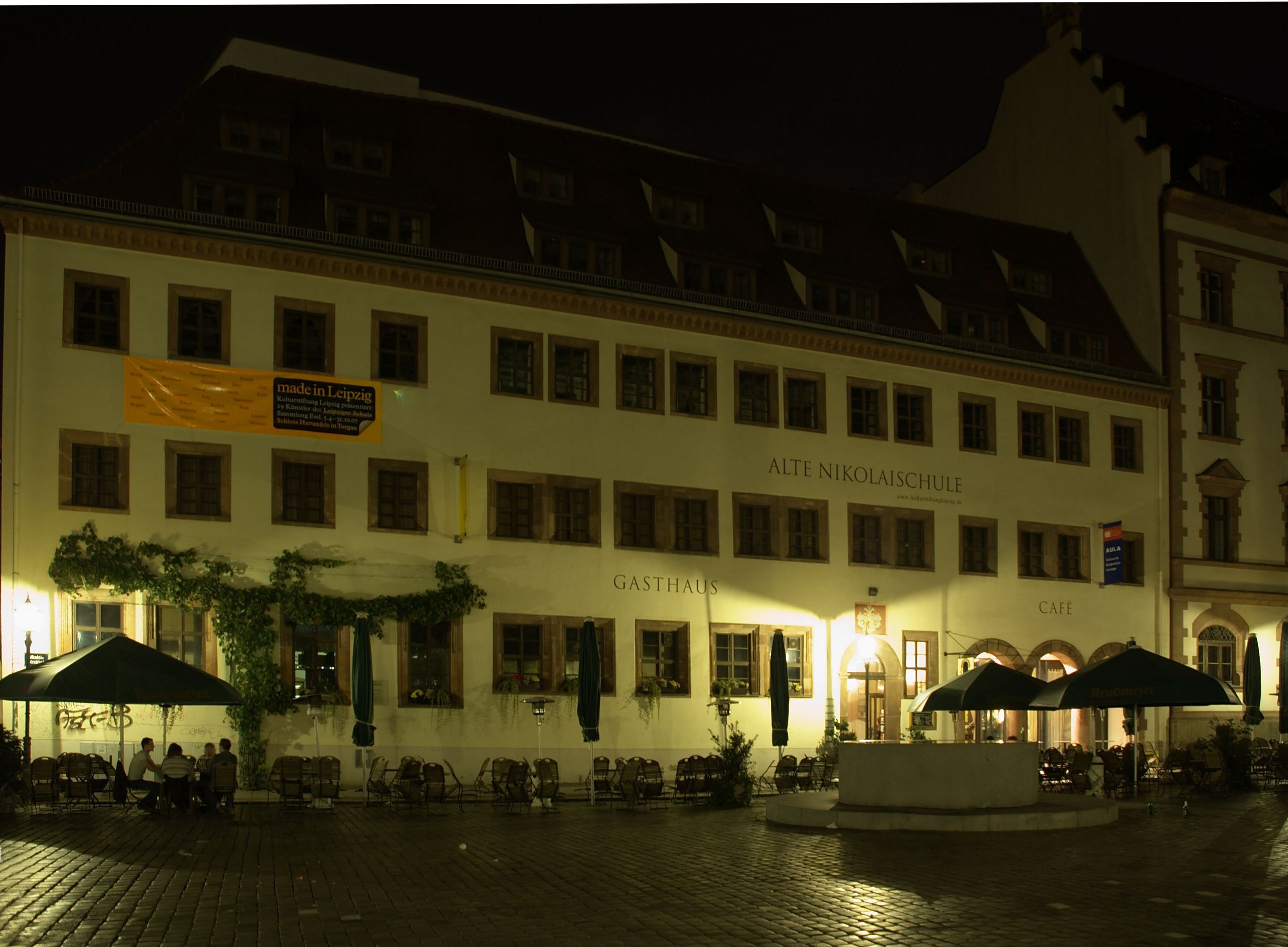
Stará Mikulášská škola v noci

### Původní budova (1395–1551)
Počátky Staré Mikulášské školy sahají až na sklonek 14. století. Dne 11. března 1395 byli radní města Lipska dekretem papeže Bonifáce IX. oprávněni k tomu, aby si u kostela sv. Mikuláše nebo v jeho okolí zřídili městskou školu. Zpočátku však existovala jen jedna soukromá Schola Nikolaitana, která byla poprvé zmíněna roku 1490. Její název se záhy vžil a s ním i označení zde studujících coby „Mikulášovců“ (Nikolaitaner). Vzhledem k tomu, že v roce 1409 byla založena Lipská univerzita, městská rada přijala rozhodnutí o její stavbě až 14. března 1498. Dne 26. září 1510 bylo rozhodnutí o stavbě školy obnoveno, takže bylo možné zakoupit zchátralý dům na hřbitově sv. Mikuláše č. 2 spolu s vedle stojícím úřadem kostelníka. Dne 6. prosince 1512, v den svatého Mikuláše, byla slavnostně otevřena první sekulární škola v Lipsku. I po rekonstrukci a přístavbě v roce 1530, která byla nezbytná kvůli rostoucímu počtu žáků, byly chlapcům od 17. do 19. století k dispozici pouze čtyři učebny. Tyto učebny byly zřízeny v přízemí a třetím patře, zatímco kostelník a jeho rodina obývali celé první patro. Když bylo v Lipsku roku 1539 zavedeno evangelické učení, došlo k reformaci i v Mikulášské škole.

### Od renesanční novostavby do vzniku nové budovy (1568–1872)
Potom co roku 1551 škola vyhořela, byla v roce 1568 postavena nová stavba z více než 80 000 cihel. Stavební práce tehdy vedl radní stavitel Hans Hacker, jenž vystavěl budovu bez štítu. Profily oken, např. konzolová římsa vyčnívající z oken, jsou na svou dobu neobvyklé. V letech 1596/1597 pak byla budova přestavěna v renesančním slohu. V roce 1611 byla tato instituce šestiletou latinskou školou, což platilo až do roku 1716, kdy bylo do školního řádu zahrnuto vyučování v němčině. Během tohoto období byl žákem školy Gottfried Wilhelm Leibniz, jenž zde studoval v letech 1655–1661. Jeho učitelem byl magistr Johann Hornschuch. Svou školní docházku započal Leibniz v sedmi letech, načež absolvoval obvyklé trivium, jehož součástí byla latinská gramatika, rétorika, logika a řečtina. Chlapci ani jejich učitelé nesměli od prvního dne mluvit jiným jazykem než klasickou latinou či řečtinou. Poslední čtyři roky následovalo po několik hodin týdně quadrivium zahrnující základy aritmetiky a geometrie s určitým zastoupením astronomie a fyziky. Nejabstraktnější trivium, logika, bylo uloženo až na poslední rok studia. V žádném případě tedy nešlo o nějaké praktické vzdělání, které by tito absolventi mohli použít jako řemeslníci nebo živnostníci. Jedinou přestávkou v této výuce bylo učení luteránského katechismu a čtení evangelia. Německý jazyk, kterým všechny děti mluvily doma, nehrál ve škole žádnou roli. Leibnizovy pozdější argumenty ve prospěch užívání němčiny v právu a veřejném životě byly přímou reakcí na jeho vzdělání.
Školní aula a stejně tak karcer, které se do té doby v Mikulášské škole nenacházely, byly k dispozici až poté, co byla v letech 1824–1827 připojena horní patra sousední nárožní budovy. V letech 1828–1830 studoval v této škole budoucí hudební skladatel Richard Wagner. Když se dostavil k přijímací zkoušce, učitelský sbor rozhodl, že ač v Drážďanech navštěvoval sekundu, patří již do vyšší tercie. Ve svých pamětech zaznamenal skladatel tuto vzpomínku: „Rozmrzelost, jaká se mne zmocnila, když jsem musel odložit Homéra, z nějž už jsem přeložil dvanáct zpěvů, a vrátit se k lehčím řeckým prózám, byla nepopsatelná a hluboce se mi zapsala do duše. To také způsobilo, že jsem se nesblížil ani s jedním z učitelů této školy.“ Později tu Wagner absolvoval i hodiny hudební výchovy, ale protože ho suché příklady z harmonie nudily, pokračoval v soukromém skicování fantazií, sonát a předeher. Tyto hodiny probíhaly ve druhém poschodí budovy v aule, jež byla zařízena v pozdně klasicistním iluzionistickém stylu. Tato pravděpodobně nejkrásnější místnost v domě byla v roce 1994 citlivě rekonstruována a dnes nabízí místo pro 100 osob na nejrůznějších akcích. 

### Pozdější využití (1872–1990)
Až do 19. století byla budova využívána pro školní účely. Poté, co se Mikulášská škola 15. dubna 1872 přestěhovala do nové budovy v Königstraße 30 (dnes Goldschmidtstraße), byla využívána k rozličným účelům. Například v letech 1886–1889 tu prozatím sídlila Královská stavební škola, od roku 1897 první ambulance Spolku samaritánů, v období 1907–1910 tu byla hlavní strážnice městské posádky, dále skladiště, obchodní kanceláře pro lipský veletrh, policejní strážnice nebo v letech 1890–1896 „Společná místní nemocenská pokladna pro Lipsko a okolí“. V období NDR se budova roku 1953 stala správním majetkem Lipské univerzity. Poté, co ji v 70. letech využívala Vysoká škola obchodní, Mikulášská škola chátrala, takže ji stavební inspektorát musel v roce 1976 zavřít.  

### Po roce 1990
Bezprostředně po svém založení zahájila nadace Kulturstiftung Leipzig kampaň za záchranu Staré Mikulášské školy. Již v říjnu 1990 se tehdejší městská rada rozhodla převést budovu na tuto nadaci. Díky daru města Frankfurtu na Mohanem ve výši 10 milionů DM a příspěvkům ze saských památkových fondů proběhla v letech 1991–1994 pečlivá rekonstrukce památky, takže ji nadace mohla začít využívat ke kulturním účelům. Tato rekonstrukce získala první cenu za architekturu od Saské komory architektů v kategorii „Přestavba a doplnění historických staveb“. V samém centru Lipska tak vznikl nový kulturně-historický výletní cíl a „Hostinec Stará Mikulášská škola“ (Gasthaus Alte Nikolaischule) s původní místností školního auditoria se zase stal známou lipskou restaurací. V budově sídlí také nadace Kulturstiftung Leipzig a od roku 1994 rovněž Muzeum antiky Lipské univerzity (Antikenmuseum der Universität Leipzig). V roce 1996 tu Vysoká škola techniky, ekonomie a kultury (HTWK) založila Muzeum automatiky (Automatikmuseum) s úzkou vazbou na dílo G. W. Leibnize, v němž byly vystaveny exponáty ze sbírky Vysoké školy technické v Lipsku. Muzeum se ovšem poté přestěhovalo do budovy „GaraGe“ v Karl-Heine-Strasse 97 v městské části Plagwitz. V jeho původních místnostech pak vzniklo Muzeum Richarda Wagnera (Richard-Wagner-Museum), které bylo otevřeno v roce 2013 u příležitosti jeho 200. narozenin a které je věnováno dětství a mládí tohoto hudebního génia narozeného v Lipsku.

## Rektoři
- 1512–1518 Johannes Rumpfer
- 1520–1523 Konrad Pirckheimer
- 1525–1535 Johannes Muschler
- 1535–1541 Wolfgang Meurer
- 1541–1544 Georg Zehler
- 1544–1559 Maximus Göritz
- 1559–1562 Georg Masbach
- 1562–1567 Leonhard Wolf (neboli Lycius)
- 1567–1574 Sebastian Rösler
- 1574–1588 Johann Öttwein
- 1589–1607 Christoph Heiligmeier
- 1607–1629 Johann Friedrich
- 1630–1638 Zacharias Schneider
- 1638–1663 Johann Hornschuch
- 1663–1670 Friedrich Rappolt
- 1670–1676 Jakob Thomasius
- 1676–1693 Johann Gottfried Herrichen 
(neboli Cyrillus)
- 1693–1699 Johann Gottlieb Meister
- 1699–1733 Ludwig Christian Crell
- 1734–1746 Dietrich Dreßler
- 1746–1751 Johann Christoph Ortlob
- 1752–1758 Christian Gottlob Haltaus
- 1758–1774 Johann Jakob Reiske
- 1775–1794 Georg Heinrich Martini
- 1795–1828 Gottlieb Samuel Forbiger
- 1828–1866 Karl Friedrich August Nobbe
- 1866–1877 Justus Hermann Lipsius
- 1877–1884 Theodor Vogel
- 1884–1890 Karl Mayhoff
- 1890–1909 Karl Heinrich Otto Kaemmel
- 1910–1915 Oskar Dähnhardt
- 1915–1916 Georg Berlit
- 1916–1925 Albrecht Reum
- 1925–1937 Fritz Friedrich
- 24. září 1945–31. srpna 1947 Walter Frahnert
- 1. září 1951–4. března 1953 Friedrich Kluge
- 1. března 1953–31. srpna 1958 Otto Miersch

## Známí absolventi
- Gottfried Wilhelm Leibniz (1655–1661)
- Christian Thomasius (1665–1670)
- Johann Jakob Vogel (1671–1677)
- Johann Gottfried Sammet (1719–1796)
- Christian Heinrich Reichel (1734–1807)
- Johann Gottfried Seume (1776–1777)
- Christian Friedrich Rüdiger (–1777/1779)
- Karl Gottlieb von Weber (1785–1790)
- Christian Weiss (–1791)
- Emil Adolf Roßmäßler (1818–1825)
- Hermann Schulze-Delitzsch (1821–1824)
- Richard Wagner (1828–1830)
- Friedrich Max Müller (1836–1841)
- Carl Hermann Schildbach (1838–1843)
- Paul Ewald (1857–1911)
- Karl Liebknecht (1882–1890; již v nové školní budově)
- Fritz Behn (-1893, poté přestup do Lübecku)